# Selbys
Selbys is een warenhuis in Londen. Het bedrijf werd in 1895 opgericht door James Selby en is een onderdeel van warenhuisbedrijf Morleys Stores.

## Geschiedenis
James Selby nam in 1895 de kleine stoffenhandel Treharnes over die bestond uit twee winkels aan Holloway Road in Londen. Langzaam maar gestaag groeide de handel, waarna de naastgelegen panden werden toegevoegd aan de winkel. Bij de aanvang van de Eerste Wereldoorlog had Selby vijf winkelpanden in gebruik.
Tijdens de crisis van de jaren 1930 werd Selbys zwaar getroffen met omzetdalingen van 40% in 1931. In deze periode had Selby zware financiële problemen en daarom regelde zijn accountant een consortium van textielhandelaren om de handel te financieren. In november 1931 werd het bedrijf omgevormd tot een Limited, waarna het bedrijf langzaam verder groeide tot 1939.
Tijdens de Tweede Wereldoorlog werd Londen geëvacueerd en gebombardeerd waardoor de groei eruit was. Tijdens de oorlog werd de etalage eruit geblazen door een mijn en werd het warenhuis getroffen door een kleine bom die schade veroorzaakte.
In 1950 werd de voorgevel vervangen en werden extra panden ingenomen om de verkoopruimte en de magazijnruimte te vergoten. In 1968 werd Selbys overgenomen door Morley Stores-groep nadat de aandeelhouders een bod van deze groep accepteerden. In 1985 werden de oude arcades afgebroken en werd de verkoopvloeroppervlakte verder uitgebreid. Daarnaast werd de entreedeuren van de winkel meer naar voren verplaatst  om een attractievere ingang te hebben.